# Aurora Claramunt
Aurora Claramunt (Barcelona, 18 de mayo de 1948) es una presentadora y realizadora de televisión española.

## Trayectoria
Tras una breve carrera musical como solista y letrista, comenzó muy joven a trabajar en Televisión Española. La popularidad le llegó cuando Chicho Ibáñez Serrador, a finales de 1972, la llamó para sustituir a Ágata Lys como azafata en el concurso Un, dos, tres... responda otra vez. 
La fama televisiva le sirvió para conseguir un papel en la película Celos, amor y Mercado Común (1973), de Alfonso Paso, con Tony Leblanc y Juanito Navarro. Tras esa única experiencia cinematográfica, volvería a TVE y se dedicó a la presentación de varios programas para el circuito de Cataluña y algunos otros para el resto de España, aunque siempre desde los estudios de Miramar de Barcelona: Tiempo Libre (1978-1979) junto a Fernando Rodríguez Madero; Canciones de una vida (1979) junto a José Luis Barcelona; Musical del divendres o Música popular. Cita con... (1980), en cuya emisión del 10 de enero de 1980, el cantante Raimon se ponía ante las cámaras de TVE después de 16 años de ausencia.
En 1993 dirigió el programa juvenil No me cortes, realizado en Sitges y presentado por Marc Martínez, César Henrich, Marta Serra y Cristina Carrasco. En los siguientes años siguió dirigiendo programas para el circuito catalán de TVE. Los últimos programas que dirigió fueron sobre la Pasarela Gaudí. Sus últimos años de actividad profesional los desarrolló como responsable del Departamento de Promociones de TVE-Cataluña hasta su desvinculación en 2007, con motivo de un expediente de regulación de empleo (ERE).